# Jean-Albert Cartier
Pour les articles homonymes, voir Cartier.
Jean-Albert Cartier est un critique d’art et directeur d’institutions culturelles français, né le 15 mai 1930 à Marseille et mort le 27 décembre 2015 à Rome (Italie).  
Il a été administrateur général de l’Opéra de Paris de 1989 à 1991. 

## Biographie
Passionné pour les arts plastiques Jean-Albert Cartier fait des études à l’École du Louvre. Il a été critique d’art pendant quinze ans au journal Combat.
Il fonde en 1968 le Ballet-Théâtre contemporain, puis est successivement directeur du Grand Théâtre d'Angers et du Centre chorégraphique d'Angers (1972-1978), directeur du Ballet-théâtre de Nancy (1978-1987). Jean-Albert Cartier a également été directeur du Théâtre musical de Paris (1980-1988), administrateur de l’Opéra de Paris (1989-1991), délégué aux programmes musicaux à la direction de la musique à Radio France (1991-1993), directeur général de l’Opéra de Nice (1994-1997), créateur de Europa Danse Project à Grasse en 1999 et président de l’International Dance Institute avec l’Unesco.
En 1987, il est désigné « Personnalité musicale de l’année ».

## Œuvre
- Le Manteau d'Arlequin, préfaces de Gérard Fromanger, Jiří Kylián et Jorge Lavelli. Paris, éditions de l’Amandier, 304 p.  (ISBN 978-2-35516-261-9).